# Средно Егри
Средно Егри (на македонска литературна норма: Средно Егри) е село в община Битоля на Северна Македония.

## География
Селото се намира на 580 m надморска височина, в южния край на Битолското поле, на 15 km югоизточно от Битоля. Тъй като Горно и Долно Егри са обезлюдени, селото често се именува просто Егри.

## История
Селото се споменава в османски дефтер от 1468 година с 31 християнски семейства. В 1568 година – с 28 християнски семейства.
Гробищната църква „Свети Архангел Михаил“ е изградена в първата половина на XIX век. С нейното изграждане малката средновековна селска църква „Свети Димитър“ е запусната. Възстановена е в средата на XX век. В нея е запазена ценна интериорна украса.
В XIX век Средно Егри е село в Битолска кааза на Османската империя. В 1845 година руският славист Виктор Григорович минава през селото и описва Егри в „Очерк путешествия по Европейской Турции“ като българско село.
Според статистиката на Васил Кънчов („Македония. Етнография и статистика“) от 1900 година Егри Срѣдно има 190 жители, всички българи християни.
Цялото население на селото е под върховенството на Българската екзархия. По данни на секретаря на екзархията Димитър Мишев („La Macédoine et sa Population Chrétienne“) в 1905 година в Средно Егри има 264 българи екзархисти.
При избухването на Балканската война в 1912 година 2 души от Егри (Горно, Долно и Средно) са доброволци в Македоно-одринското опълчение.
В 1961 година селото има 545 жители. Според преброяването от 2002 година селото има 299 жители, всички северномакедонци.
| Националност     | Всичко |
| северномакедонци | 299    |
| албанци          | 0      |
| турци            | 0      |
| роми             | 0      |
| власи            | 0      |
| сърби            | 0      |
| бошняци          | 0      |
| други            | 0      |

В селото работи основно училище, филиал на Основното училище „Кръсте Петков Мисирков“ в село Бистрица.

## Личности
Родени в Егри
- Божин Ильо от Егри, българин, православен, арестуван преди април 1904 година, обвинен, че „с цел да върши бунтовничество, дръзнал да събира помощ за комитета чрез закани и натиск върху селското население“, затворен с решение на Централния следствен отдел, лежал в Битолския затвор, амнистиран с общата амнистия от 12 април 1904 година[8]
- Лазар Алекса от Егри, българин, православен, арестуван преди април 1904 година, обвинен, че „с цел да върши бунтовничество, дръзнал да събира помощ за комитета чрез закани и натиск върху селското население“,[8] затворен с решение на Централния следствен отдел, лежал в Битолския затвор, амнистиран с общата амнистия от 12 април 1904 година[9]
- Никола Егрийски (1853 – 1904), български хайдутин и революционер
- Петре Лазаров, доброволец в четата на Иван Атанасов – Инджето през Сръбско-българската война в 1885 година, от Егри[10]
- Петре Ристе, българин, православен, арестуван преди април 1904 година, обвинен, че „с цел да върши бунтовничество, дръзнал да събира помощ за комитета чрез закани и натиск върху селското население“, затворен с решение на Централния следствен отдел, лежал в Битолския затвор, амнистиран с общата амнистия от 12 април 1904 година[8]
- Ристе Коте от Егри, българин, православен, арестуван преди април 1904 година, обвинен, че „с цел да върши бунтовничество, дръзнал да събира помощ за комитета чрез закани и натиск върху селското население“, затворен с решение на Централния следствен отдел, лежал в Битолския затвор, амнистиран с общата амнистия от 12 април 1904 година[9]
- Стоян, поп, българин, православен, арестуван преди април 1904 година, обвинен, че „с цел да върши бунтовничество, дръзнал да събира помощ за комитета чрез закани и натиск върху селското население“, затворен с решение на Централния следствен отдел, лежал в Битолския затвор, амнистиран с общата амнистия от 12 април 1904 година[8]

Починали в Егри
- Георги Халачев, български военен деец, поручик, загинал през Първата световна война[11]